# Сурьянинов, Александр Матвеевич
Александр Матвеевич Сурьянинов (18 сентября / 22 апреля 1922, Козьмодемьянск, Марийская АО — 11 сентября 1994) — советский футболист, нападающий, тренер.
Воспитанник футбольной школы горьковского «Локомотива».
Участник Великой Отечественной войны. Гвардии старшина. Связист. Награждён медалями «За взятие Берлина», «За оборону Москвы», «За освобождение Праги», «За отвагу», «За победу над Германией в Великой Отечественной войне 1941—1945 гг.». Орденами Славы II и III степеней награждён за то, что под шквальным огнем обеспечивал связь между подразделениями.
Всю карьеру игрока провёл в «Торпедо» Горький — в первенстве СССР 1946—1952 годах сыграл 121 матч, забил 67 голов. В классе «А» в 1951 году в четырёх матчах забил один гол. Ещё два матча (один гол) провёл в чемпионате 1948 года; вскоре «Торпедо» в ряду ещё 15 команд было переведено во вторую группу, а матчи были аннулированы. Работал в клубе тренером (1957), старшим тренером (1958—1960).